# Evernote
Evernote（エバーノート）は、ノートを取るように情報を蓄積するWebサービスである。開発・提供元はEvernote Corporation（以下「Evernote社」と表記する)

## 解説
「Evernote」のアプリやウェブサイトを通じて登録し、アカウントを設定すれば、誰でも無料で利用できるようになり（有料のPERSONALプランもあり）、同社が提供するサーバ上にテキスト・画像・PDFなどのデジタルデータを保存することができる。各自が設定した「ノートブック」と称するサブジェクトごとにデータを保存、記録したものは全て自動的にインデックスが作られ検索可能となる。任意のタグを付けたり、別のノートブックに整理することもできる。
利用者は用意された個人用ウェブページもしくは各プラットフォーム向けに用意された専用クライアント・アプリケーション、あるいは携帯情報端末などのデバイス経由で保存したドキュメントにアクセスし、保存したデータの閲覧・編集が可能である。共有の設定を行うことで、他者と保存した情報の共同利用も可能となる。

### プラン
2015年4月29日からの有料プランは、一般ユーザー向けとして「ベーシック」にアップロード容量の増加と、モバイル端末利用時のオフライン編集機能を追加した「プラス」（日本向けは月額240円/年額2,000円）と、ビジネスユーザー向けとして従来のプレミアム会員と同じく全機能が利用とアップロード容量が無制限となる「プレミアム」（月額450円/年額4,000円）の2種類に分けられた。
2021年までは、無料サービスと有料サービスを組み合わせたフリーミアムビジネスモデルを採用していた。無料プランの「ベーシック」は月ごとのアップロード容量制限（サービスを利用するにあたっての保存容量そのものに制限はない）が60 MBとされ、利用可能な端末数は2台まで、同期されるファイル形式に制限があるほか、画面隅に有料版へのアップグレードを促す広告が表示される。
2021年からの有料プランは、一般ユーザー向けとして「PERSONAL」にアップロード容量の増加と、「PERSONAL」の機能以上に、もっとPro向けに「PROFESSIONAL」（日本向けは月額775円/年額9300円）の2種類に分けられた。
プランとして「PERSONAL」「PROFESSIONAL」とアカウントに共同作業に関する機能と管理ツールを加えた「Evernote ENTERPRISE」が用意されている。
|                               | FREE  | PERSONAL         | PROFESSIONAL     | ENTERPRISE                |
| ----------------------------- | ----- | ---------------- | ---------------- | ------------------------- |
| ノート数                      | 50    | 150000           | 150000           | 500000                    |
| ノートブック数                | 1     | 2000             | 2000             | 10000                     |
| ノートサイズ                  | 200MB | 200MB            | 200MB            | 200MB                     |
| 月間アップロードサイズ        | 250MB | 10GB             | 20GB             | 20GB +2GB（ユーザーごと） |
| デバイス同期数                | 1     | 無制限のデバイス | 無制限のデバイス | 無制限のデバイス          |
| ノートエディタ 検索などすべて | ☑️    | ☑️               | ☑️               | ☑️                        |
| AI機能（ベータ版）            | ☑️    | ☑️               | ☑️               | ☑️                        |
| セキュリティー                | ☑️    | ☑️               | ☑️               | ☑️                        |

各プランの機能や料金は随時変更されるため、詳細は公式サイトを参照。
https://evernote.com/ja-jp/compare-plans

## クライアント
2024年1月現在、公式に提供されているクライアントソフトウェアは Android、iOS、macOS と Microsoft Windows がある。BlackBerry 搭載の端末向けは2015年に提供が終了した。
フィーチャーフォンからの利用はiアプリ（後述）以外にも、専用のメールアドレスに電子メールを送信することにより、指定したノートへ保存するアプリケーションに依存しない機能が用意されている（「ベーシック」では回数制限あり）。

## 市場・利用者
2010年9月時点の登録ユーザーが約450万人、2010年11月には500万人、2011年8月に1,250万人と成長している。
2011年8月時点で利用者の36%がアメリカから、27%が日本、4%でイギリスおよび韓国と続く。

### 日本市場
2010年3月3日に日本語版のサービスを開始し、2010年6月23日に初の国外法人として日本法人を発足して日本語認識機能を強化。日本法人会長に外村仁が就任。VAIOとXperiaがEvernoteをプリインストールし、iモード端末もiアプリとして利用できる。NTTドコモの Android ユーザーは、2010年11月から1年間無償でプレミアム版を利用可能であった。東日本大震災後は2011年3月11日から1か月間、日本国内の全てのユーザーが一時的にプレミアム版に無償アップグレードされた。
2012年にグッドデザイン賞を受賞した。
2024年4月、日本法人が解散した。

## 企業姿勢

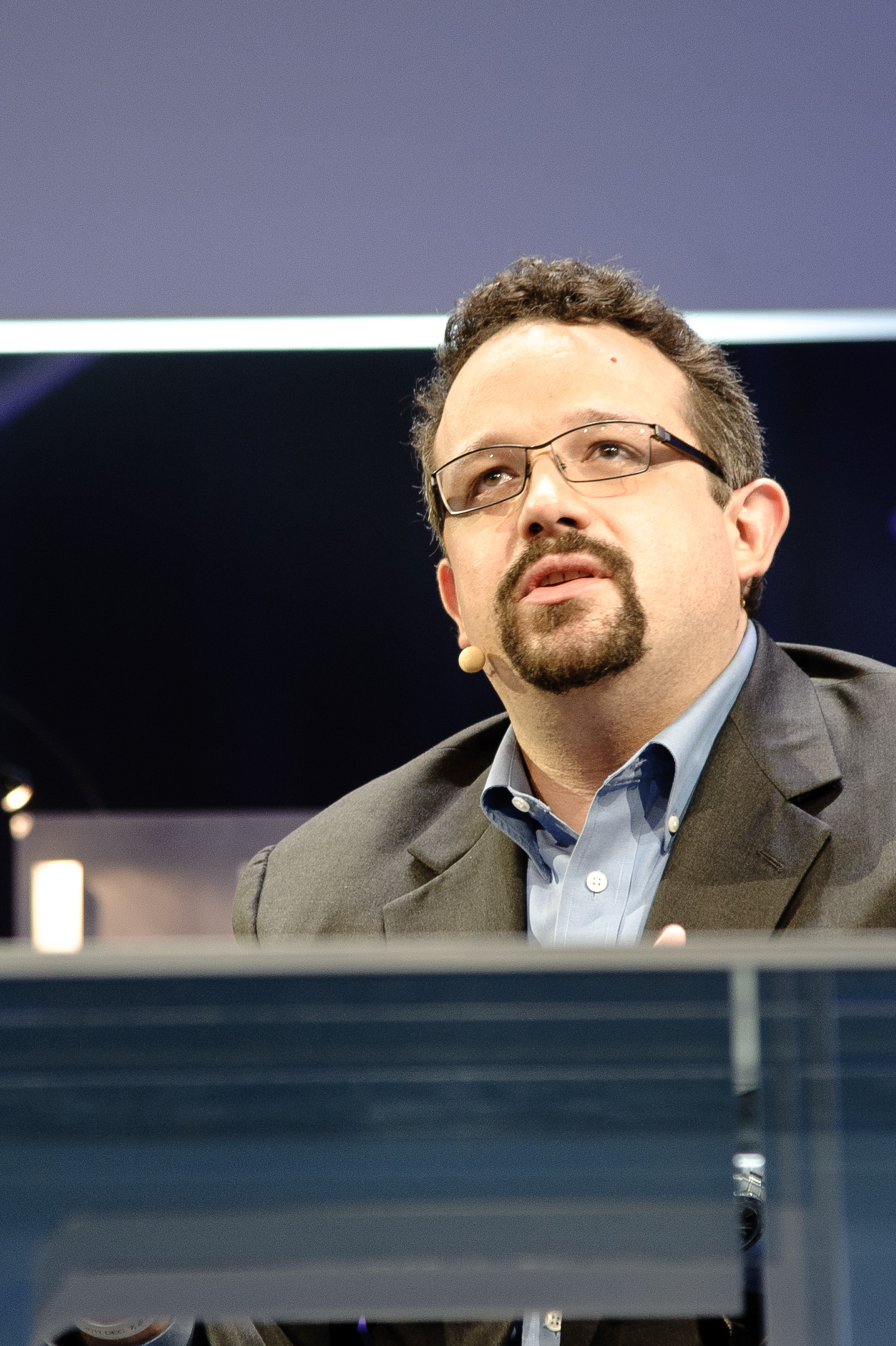
元CEOのフィル・リービン

Evernote社は、ビジネスモデルとして顧客のデータを預かる以上、長期の信用が求められると考え、老舗企業が多い日本に学び「自社を今後100年続く企業にしたい」とした。
2013年末までにIPOの予定であったが、企業規模が拡大した段階であるためリスクを取り、法人利用にも堪えうるサービス開発に注力し、公開企業として恥じない企業体質を整えるため、実施は以降の適切な時期に行うとした。
その後Evernoteブランドのグッズ販売事業や、本業以外のアプリケーションを相次いで発表するなど迷走し、2015年7月にフィル・リービンからクリス・オニールへCEOが交代し、10月に2割近い従業員をレイオフし、12月にSkitchやClearlyの開発停止を発表した。2016年2月にグッズ販売事業から撤退し、6月に有料プランの価格を1.5倍に引き上げ、無料ユーザーがクライアントを利用して同期可能な端末を2台に制限した。2020年10月にEvernote Webの機能向上を理由に、ウェブブラウザからの利用も端末数制限の対象とした。2018年10月に、クリス・オニールからイアン・スモールへCEOを交代した。
2023年1月3日に「Evernote の新しい時代の幕開け」として、イタリアのミラノを拠点とする、消費者向けアプリに特化したテクノロジー企業の「Bending Spoons」がEvernoteを買収をした。
それから、現在まで、AI機能、デザインの改革、UIを変えたり、同期する速さなど、昔のEvernoteとは比べ物にならないくらいに変わっている。

## 不祥事
2013年3月に、Evernote社はサーバへの大規模な不正アクセスを受けたとして、全ユーザのパスワードを強制的にリセットした。ユーザの保存データや決済情報などの漏洩は確認できなかったが、登録メールアドレス、暗号化されたパスワードが漏出した可能性がある。

### 競合製品
- Boostnote
- Google Keep
- Microsoft OneNote
- Notion
- Simplenote
- Zoho Notebook